# Замок Болингброк
Замок Болингброк (англ. Bolingbroke Castle) — замок около поселения Болингброк в Линкольншире (Англия). В настоящее время сохранились только его руины.

## История
Первый замок был основан в XII веке Вильгельмом де Румаром, 1-м графом Линкольном, в виде мотт и бейли на холме, возвышающимся над поселением Болингброк (в настоящее время — Старый Болингброк) в Линкольншире. В 1220—1230 годах вернувшийся из Пятого крестового похода Ранульф де Блондевиль, 6-й граф Честер и 1-й граф Линкольн построил новый каменный замок на равнине, окружённой тремя холмами. Самые ранние упоминания о нём относятся к 1232 и 1240 годам. 
Ранульф не оставил детей, его земли и замки были разделены между сёстрами и их наследниками. Болингброк получил Джон де Ласи, 1-й граф Линкольн, племянник Ранульфа. 
После смерти в 1311 году Генри де Ласи, 3-го графа Линкольна, Болингброк унаследовала его дочь Элис, которая вышла замуж за Томаса Плантагенета, 2-го графа Ланкастера, представителя боковой линии английского королевского дома Плантагенетов, а после её угасания в 1361 году оказался под контролем Джона Гонта, одного из сыновей короля Эдуарда III, женатого на Бланке Ланкастерской. Здесь в 1367 году Бланка родила сына Генри Болингброка, в 1399 году ставшего королём Англии под именем Генрих IV. После этого замок продолжал использоваться в качестве одного из административных центров королевской династии Ланкастеров, хотя и не играл никакой роли во время войны Алой и Белой розы.
После угасания династии Ланкастеров замок постепенно пришёл в запустение. Во время правления династии Тюдоров аудиторы посещали его только раз в год. Замок сильно обветшал и к 1600 году 4 башни были непригодны для проживания. Только сторожевая башня и Королевская башня, перестроенная в восьмиугольную между 1446 и 1456 годами, продолжали использоваться.
Во время Английской революции в 1652 году замок был «заброшен», часть навесной стены и большая часть верхних стен были снесены и их обломки брошены в ров. Часть этих обломков позже использовали местные жители для постройки домов.
К XIX веку большая часть остатков замка скрылись под дёрном. Самая высокая оставшаяся часть, сторожевая башня, обрушилась в мае 1815 года. В 1949 году герцогство Ланкастер передало местность, где располагался замок, под опеку Министерства труда, которое в 1960-х года предприняло проект по поиску остатков замка. В 1995 году компания «Английское наследие» передала замок фонду наследия Линкольншира, открывший его для посещение круглый год.
В настоящее время сохранилась часть навесной стены высотой в 18 футов и широкий ров, который с одной стороны засыпан.

## Архитектура

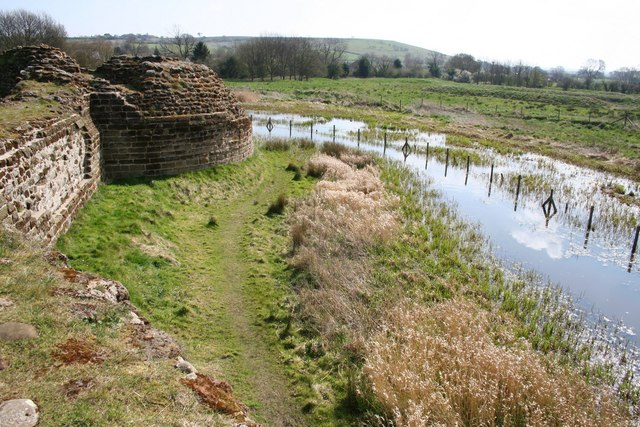
Развалины Аудиторской башни

Замок располагался на равнине, окружённой тремя холмами. Он был окружён глубоким рвом размером в 100 футов в поперечнике, окружавший территорию диаметром в 250 футов с каменными стенами. Толщина несущей стены составляла 12 футов и защищалась 5 башнями на каждом углу. Въезд осуществлялся через ворота, оборудованные подъёмным мостом, остатки которого были обнаружены во время раскопок. Рядом располагалась нормандская церковь, южный проход в которую был построен в 1363 году Джоном Гонтом. За пределами замка располагался внешний двор, который использовался для загона животных или выпаса скота.